# Edward Douglas-Pennant (1er baron Penrhyn)
Edward Gordon Douglas-Fanion, 1er baron Penrhyn (20 juin 1800 – 31 mars 1886) est un propriétaire foncier du Pays de Galles et un homme politique. Il joue un rôle majeur dans le développement de l'Industrie ardoisière au pays de Galles.

## Biographie
Né Edward Gordon Douglas, il est le plus jeune fils de John Douglas et son épouse Frances Lascelles. James Douglas (14e comte de Morton), est son grand-père paternel et George Douglas (17e comte de Morton), son frère aîné.
Il hérite du château de Penrhyn près de Bangor dans le nord-ouest du pays de Galles par le biais du père de sa femme, George Hay Dawkins-Pennant, et change son nom en Douglas-Pennant en 1841. Il et le propriétaire de la Carrière de Penrhyn près de Bethesda, au pays de Galles, qu'il développe pour en faire l'une des deux plus grandes carrières d'ardoise dans le monde. Il est également impliqué en politique et siège comme député pour Caernarvonshire entre 1841 et 1866. Il occupe le poste honorifique de Lord Lieutenant du Caernarvonshire. En 1866, il est élevé à la pairie en tant que baron Penrhyn, de Llandegai dans le Comté de Carnarvon.
Le village de Llandygai est développé par Douglas-Pennant comme un "village modèle" pour ses travailleurs des carrières, dans lequel "aucune taverne corrompue" n'est autorisée. Le village se trouve juste à l'extérieur des murs du château de Penrhyn, à l'entrée du village, à environ 100 m du château de la Grande Loge.

## Famille
Lord Penrhyn épouse, en premières noces, Juliana Isabella Marie, fille de George Hay Dawkins-Pennant, en 1833. Ils ont deux fils et trois filles. Après sa mort, en 1842, il épouse, en secondes noces, Marie-Louise, fille de Henry FitzRoy (5e duc de Grafton), en 1846. Ils ont huit filles. Il est remplacé comme baron par son fils aîné, George Douglas-Pennant (2e baron Penrhyn) (en).